# Rubén Zamora (político)
Rubén Ignacio Zamora Rivas (San Salvador, 9 de noviembre de 1942) es un político, diplomático y analista político salvadoreño.

## Biografía
Nació en San Salvador, el 9 de noviembre de 1942. Hasta la edad de diecinueve años que estudió en un seminario, se influenció por la teología de la liberación y se sintió atraído por las comunidades eclesiales de base, donde comenzó la formación de colectivos campesinos y comunidades de autoayuda. Completó una licenciatura en derecho en el extranjero.
En 1960 se unió al Partido Demócrata Cristiano (PDC), fundado por José Napoleón Duarte. Fue miembro del gabinete de gobierno instalado luego del golpe de Estado del 15 de octubre de 1979 pero renunció a su cargo en 1980 en señal de protesta contra las violaciones a los derechos humanos que se estaban dando. Zamora pasó entonces a fundar el Frente Democrático Revolucionario (FDR) en abril de 1980. Sus esfuerzos por la población rural pobre pronto se enfrentaron con la represión de la oligarquía gobernante de los terratenientes (Argolla de oro) y militares.
Luego de pasar un tiempo en el exilio, Zamora volvió a El Salvador en 1987 y ayudó a establecer la Convergencia Democrática (CD), para participar en las elecciones de 1988, aún en medio de la guerra civil. Abogado y antiguo guerrillero, lideró una candidatura presidencial constituida por una amplia coalición de la izquierda en 1994.
El 12 de abril de 2013 fue designado embajador en Washington D. C., donde fue acreditado el 16 de abril de 2013 hasta que fue acreditado como representante permanente ante la sede de las Naciones Unidas en la ciudad de Nueva York el 18 de septiembre de 2014.
Es autor de obras como La izquierda partidaria salvadoreña: entre la identidad y el poder (2003).

## Resultado electoral
|  | 68,35 % |

|  | 31,65 % |

|  | 96,2 % |

|  | 3,2 % |

|  | 0,7 % |

|  | 44,15 % |